# Snowboard na Zimowym Olimpijskim Festiwalu Młodzieży Europy 2017
Snowboard na Zimowym Olimpijskim Festiwalu Młodzieży Europy 2017 – zawody w snowboardingu, które odbyły się w dniach 12-16 lutego 2017 w tureckim ośrodku narciarskim Palandöken Ski Resort.

## Wyniki

### Mężczyźni
| Konkurencja              | Data      | Złoto           | Czas/Pkt | Srebro           | Punkty | Brąz            | Czas/Pkt |
| Slalom gigant równoległy | 13 lutego | Dmitrij Łoginow |          | Stiepan Naumow   |        | Ziga Ozebek     |          |
| Snowcross                | 15 lutego | Lucas Cornillat |          | Głib Mostowienko |        | Daniłł Donskich |          |

### Kobiety
| Konkurencja              | Data      | Złoto            | Czas/Pkt | Srebro               | Punkty | Brąz            | Czas/Pkt |
| Slalom gigant równoległy | 13 lutego | Jelena Boltajewa |          | Anastazja Kuroczkina |        | Aydan Karakulak |          |
| Snowcross                | 15 lutego | Agathe Sillieres |          | Kim Martinez         |        | Ellie Soutter   |          |

### Zawody drużynowe
| Konkurencja        | Data      | Złoto                                        | Srebro                                     | Brąz                                        |
| Snowcross mieszany | 16 lutego | Francja I Agathe Sillieres · Lucas Cornillat | Francja II Kim Martinez · Guillaume Herpin | Rosja I Zinaida Wasiliewa · Daniłł Donskich |

## Tabela medalowa
| Lp. | Kraj            | Złoto | Srebro | Brąz | Razem |
| 1.  | Francja         | 3     | 2      | 0    | 5     |
| 2.  | Rosja           | 2     | 2      | 2    | 6     |
| 3.  | Ukraina         | 0     | 1      | 0    | 1     |
| 4.  | Słowenia        | 0     | 0      | 1    | 1     |
| 4.  | Turcja          | 0     | 0      | 1    | 1     |
| 4.  | Wielka Brytania | 0     | 0      | 1    | 1     |